# Philipp (Hohenzollern-Hechingen)

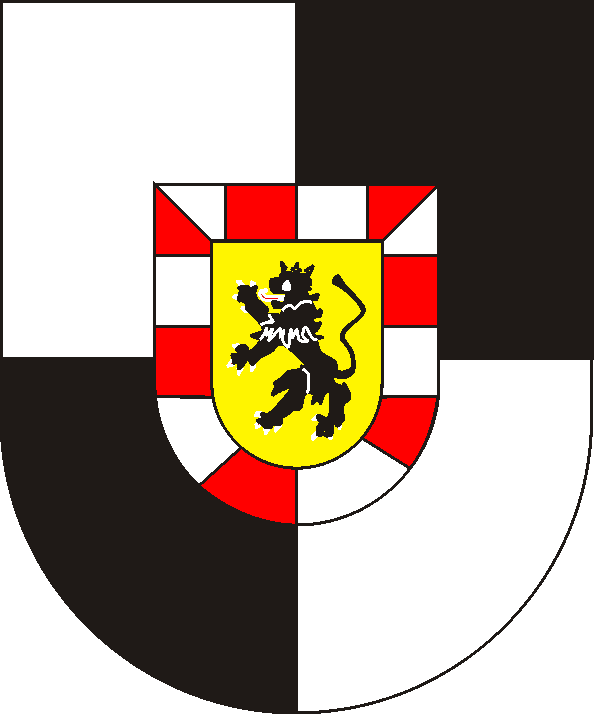
Wappen von Hohenzollern-Hechingen

Philipp Christoph Friedrich von Hohenzollern-Hechingen (* 24. Juni 1616 in Hechingen; † 24. Januar 1671 in Hechingen) war der dritte Fürst von Hohenzollern-Hechingen.

## Leben
Philipp war der jüngste Sohn des Fürsten Johann Georg von Hohenzollern-Hechingen (1577–1623) aus dessen Ehe mit Franziska († 1619), Tochter des Grafen Friedrich I. von Salm, Wild- und Rheingraf in Neufville. Als jüngerer Sohn war Philipp für den geistlichen Stand bestimmt worden und war Domherr in Köln und Straßburg. Er galt als gelehrter Jurist und stand an der Spitze einer kaiserlichen Gesandtschaft nach Spanien.
Er wurde 1661 beim Tod seines ältesten Bruders Eitel Friedrich II. dessen Nachfolger als Fürst von Hohenzollern-Hechingen. Papst Alexander VII. gestattete gegen eine Zahlung von 4.000 Scudi Philipps Rückkehr in den Laienstand. Da eigentlich bei der Erhebung der Linie in den Reichsfürstenstand nur dem erstgeborenen Sohn der Fürstentitel zugestanden wurde, erweiterte Kaiser Leopold I. wegen der Verdienste des Hauses Hechingen um das Kaiserhaus die entsprechenden Rechte auf Philipp. Ebenso mit päpstlichen Dispens, heiratete der inzwischen 46-jährige am 12. November 1662 in Baden-Baden Prinzessin Marie Sidonie (1635–1686), Tochter des Markgrafen Hermann Fortunat von Baden-Rodemachern.
Der Fürst war in den Jahren seiner Regierung gebrechlich und zuletzt vollständig gelähmt. Das nach dem Dreißigjährigen Krieg wirtschaftlich und finanziell ruinierte Land erholte sich infolge Philipps bescheidener Hofhaltung und den Mitteln aus dem Heiratsgut seiner Gemahlin. Bei Philipps Tod standen Industrie, Landwirtschaft, Handel sowie Kirchen- und Schulwesen wieder in Blüte.

## Nachkommen
Aus seiner Ehe hatte Philipp folgende Kinder:
- Friedrich Wilhelm (1663–1735), Fürst von Hohenzollern-Hechingen

⚭ 1. 1687 Gräfin Maria Leopoldine von Sinzendorf (1666–1709)
⚭ 2. 1710 Freiin Maximiliane Magdalene von Lützau (1690–1755)
- Hermann Friedrich (1665–1733), kaiserlicher Generalfeldmarschall

⚭ 1. 1704 Prinzessin Eleonore Magdalene von Brandenburg-Bayreuth (1673–1711)
⚭ 2. 1714 Gräfin Josepha von Oettingen-Spielberg (1694–1738)
- Leopold Karl (1666–1684), gefallen bei der Belagerung von Ofen
- Philipp Friedrich (*/† 1667)
- Maria Margareta (*/† 1668)
- Karl Ferdinand (*/† 1669)
- Sidonia (1670–1687)
- Franz Karl (*/† 1671)